# Kuban
Kuban (tiếng Nga: Кубань; tiếng Ukraina: Кубань; tiếng Adygea: Пшызэ) là một khu vực địa lý bao quanh sông Kuban ở miền nam Nga, giữa thảo nguyên Biển Đen-Biển Caspi, châu thổ Volga và Kavkaz, bị eo biển Kerch ngăn cách với bán đảo Krym ở phía tây. Vùng Krasnodar cũng thường được gọi là Kuban, cả chính thức lẫn không chính thức, mặc dù thuật ngữ này không có ý dành riêng cho vùng Krasnodar.